# Ein Sommer in Portugal
Ein Sommer in Portugal ist ein deutscher Fernsehfilm von Michael Keusch aus dem Jahr 2013. Neben Gesine Cukrowski und Paulo Pires sind Bernhard Schir und Patricia André in den Hauptrollen besetzt. Bei dem in der Rubrik „Herzkino“ startenden ZDF-Sonntagsfilm handelt es sich um die zehnte Folge der Filmreihe Ein Sommer in …, die an wechselnden Schauplätzen der Welt spielt.

## Handlung
Liane begibt sich nach Lissabon, um dort ihren Ehemann Ben zu treffen, mit dem sie eine romantische Woche anlässlich ihres 20. Hochzeitstages verbringen will. In ihrer Ehe war und ist Liane für Haus und Kinder zuständig, was den Großteil ihrer Zeit in Anspruch genommen hat. Inzwischen haben die Kinder das elterliche Nest verlassen und studieren außerhalb. Ben ist beruflich stark eingebunden; die meiste Zeit ist er unterwegs und damit beschäftigt, auf der ganzen Welt Luxushotels zu designen und zu bauen. Der Lebensstil, den die Familie pflegen kann, ist dadurch äußerst komfortabel, das Miteinander jedoch auf der Strecke geblieben. Die Woche in Portugal soll dazu dienen, das Paar wieder näher zueinander zu bringen und wieder mehr Gemeinsamkeiten zu entdecken und herzustellen.
Doch bereits am Flughafen erwartet Liane die erste Überraschung. Nicht Ben ist es, von dem sie in Empfang genommen wird, sondern dessen verwitweter Freund João, von dem sie auf einem Motorroller abgeholt wird. Ben ist noch mit einem Projekt in Marokko beschäftigt, das seine Anwesenheit erfordert. So kommt es, dass João den Fremdenführer für Liane spielt und sie durch ihn die Schönheiten von Lissabon, Cascais und Sintra entdeckt. Je mehr Stunden beide miteinander verbringen, desto offensichtlicher wird, dass eine besondere Verbindung zwischen ihnen entstanden ist.
Als Ben schließlich einige Tage später in Portugal eintrifft, ist er mehr als überrascht von der Verwandlung seiner Frau. Für beide stellt sich die Frage, ob ihre Ehe noch zu retten ist.

## Produktion

### Produktionsnotizen
Der Spielfilm wurde von der Rowboat Film- und Fernsehproduktion für die ZDF Herzkino-Reihe Ein Sommer in … produziert. Gedreht wurde an verschiedenen Drehorten in Lissabon, Cascais und Sintra, darunter auch dem Cabo da Roca, dem westlichsten Punkt des europäischen Festlands.
Neben der Filmmusik des Komponisten Ulrich Reuter sind auch Fado-Lieder unter anderem von Ana Moura zu hören. Von der Gruppe Deolinda ist mehrmals Musik im Film verwendet worden.

### Veröffentlichung
Die Erstausstrahlung fand am 29. September 2013 um 20.15 Uhr im ZDF statt. Eine Veröffentlichung auf DVD erfolgte am 18. Oktober 2013.

### Kritik
„Fado-Poesie, Möchtegern-Filmkunst-Optik, „lustvoller“ Sex, das schöne Portugal – es wird einiges geboten, nur kein guter Film.“